# Deus otiosus
Deus otiosus o dios ocioso es un concepto teológico empleado para describir la creencia en un dios creador que se retira del mundo y deja de involucrarse en sus ocupaciones, lo que constituye un principio central del deísmo. 
Un concepto similar es el del deus absconditus (‘dios escondido’) de Tomás de Aquino (1225-1274).
Aunque Aquino era católico y no deísta, tanto su concepto de "dios oculto" como el concepto de "dios ocioso" se refieren a una deidad cuya existencia no es accesible al conocimiento de los humanos mediante la mera contemplación o el mero examen de las acciones divinas.
El concepto de deus otiosus suele referirse a un dios que se ha cansado de su participación en este mundo y que ha sido sustituido por dioses más jóvenes y activos; mientras que deus absconditus hace referencia a un dios que ha abandonado este mundo conscientemente para esconderse en otro lugar. Sin embargo también se puede aplicar el término a un dios primordial o universal que ya ha cumplido su función principal; y por ello ha delegado a las leyes naturales o a otras deidades el deber de mantener o cumplir funciones dentro de la creación; para que esta se mantenga y siga su curso. 
En Sumeria, Enlil y Enki fueron los dioses más jóvenes que reemplazaron al deus otiosus Anu.
En la mitología griega, los dioses más antiguos como Urano y Gea fueron sustituidos por los olímpicos Zeus y Hera.
En la mitología báltica, la deidad Dievas era probablemente un deus otiosus.
En el Hinduismo, en muchos puranas medievales, Indra aparece como un deus otiosus dentro de los devas, mientras que Shiva y Vishnú son los dioses más jóvenes y activos, más accesibles y que podían ser comprendidos; los cuales terminaron por desplazar a Indra.
En el Taoísmo, según la tradición y mitología de Los Tres Puros, en el origen la deidad Yuanshi Tianzun fue el administrador del cielo, pero más tarde encomendó y dejo esta tarea al Emperador de Jade.
En el Cristianismo, Martín Lutero (1483-1546) utilizó la idea de deus absconditus para explicar el misterio y aislamiento de Dios.